# Synallaxis azarae
Synallaxis azarae е вид птица от семейство Furnariidae.

## Разпространение
Видът е разпространен в Аржентина, Боливия, Еквадор, Колумбия и Перу.